# Fort Marlborough
Fort Marlborough – fort w Es Castell na Minorce. Wybudowany w XVIII wieku, w celu zapewnienia dodatkowej ochrony dla Fortu Saint Felip. 
Kiedy Hiszpanie niszczyli fort Saint Felip w 1782, pozostawili Marlborough w całości. Po odrestaurowaniu, jest on wykorzystywany jako muzeum. Na trawiastym dachu istnieje taras widokowy. Za fortem mieści się wieża obserwacyjna Torre del Penjat.